# Манорвил (Пенсилванија)
Манорвил (енгл. Manorville) град је у америчкој савезној држави Пенсилванија.

## Демографија
По попису из 2010. године број становника је 410, што је 9 (2,2%) становника више него 2000. године.
| Група             | 2000.       | 2010.       |
| Белци             | 394 (98,3%) | 405 (98,8%) |
| Афроамериканци    | 0 (0,0%)    | 2 (0,5%)    |
| Азијати           | 1 (0,2%)    | 2 (0,5%)    |
| Хиспаноамериканци | 2 (0,5%)    | 1 (0,2%)    |
| Укупно            | 401         | 410         |